# Theridion teresae
Theridion teresae är en spindelart som beskrevs av Claude Lévi 1963. Theridion teresae ingår i släktet Theridion och familjen klotspindlar. Inga underarter finns listade i Catalogue of Life.